# Пасеки (Львов)
Па́секи — местность в Сыховском и Лычаковском районах Львова, находящаяся вблизи нынешней улицы Пасечной.

## История
В XVI веке львовские мещанские семьи Шимоновичей и Бернатовичей заложили на этой окраине города свои пасеки. В XX веке уже различались Пасеки Лычаковские (вдоль нынешней ул. Пасечной), которые принадлежали к владениям ордена армянских бенедиктинок, Пасеки Галицкие (в окрестностях теперешней ул. Джорджа Вашингтона) и Пасеки Мейские (в окрестностях ул. Пимоненко). Эти поселения были застроены небольшими усадьбами жителей предместья, занимавшихся преимущественно огородничеством и пчеловодством. В начале XX века на Пасеках Галицких, возле Погулянки, построили кирпичные заводы, которые принадлежали Ипотечному банку, а к ним был проложен железнодорожный путь от станции Персенковка. По ул. Пасеки Галицкие, № 18а была размещена городская смешанная школа им. Святого Николая.
На Пасеках Лычаковских, вблизи парка в 1914—1915 годах хоронили российских воинов, которые погибли в битвах Первой мировой войны или умерли во львовских госпиталях. В 1952 году на этом месте было построено мемориальное военное кладбище «Холм Славы», где похоронены несколько тысяч воинов Советской армии.
Из застройки межвоенного периода на ул. Пасечной сохранилось несколько вилл и оригинальная водонапорная башня, построенная по проекту Витольда Минкевича.
В 1957—1960 годах территория вдоль ул. Пасечной, между улицами Медовой Пещеры и Китайской, была застроена малоэтажными домами по типичным проектам. В 1960—1980-х годах ул. Пасечная (в то время проспект Ленинского Комсомола) и ул. Оборонная (ныне ул. Д. Вашингтона) были застроена многоэтажными стандартными домами, среди которых выделяется 16-этажное здание из монолитного железобетона (ул. Пасечная, 104). Неподалёку завершается церковь Благовещения Пресвятой Богородицы (архитектор В. Смерека).
|                       |  |                                                |  |                                            |
| Начало улицы Пасечной |  | Конец ул. Пасечной (слева — ул. Пасечная, 104) |  | Стела павшим русским воинам на Холме Славы |